# Jean Rameau (chansonnier)
Pour les articles homonymes, voir Rameau.
Jean Rameau, né à La Celle-Bruère (Cher) le 11 mars 1852 et mort à Pouligny-Saint-Pierre (Indre) le 23 avril 1931, est un maître sonneur, poète et chansonnier berrichon.

## Biographie
Descendant de maçons creusois, il exerçait le métier de sabotier dans une échoppe de la rue Mirebeau à Bourges. Il est connu comme collecteur de chants et comme auteur de chansons d'inspiration régionale. Il diffusait celles-ci en se produisant lors de fêtes, accompagné d'autres musiciens, jouant de la cornemuse ou de la vielle. On lui doit la création du groupe des Maîtres Sonneurs de Bourges. Il réunit ses chansons dans un recueil intitulé Les chansons dardelantes du Berry. 
Il s'est également fait connaître grâce à l'édition de cartes postales (plus de trois cents) publiées sous le titre Les Chansons de Jean Rameau illustrées. La composition de celles-ci s'articule toujours autour d'un couplet et d'une scène photographiée, représentant La Noce de nout' Gas, Les Moissonneurs, Les Fileuses, Les Accordailles, Le goûter des poules, etc. Jean Rameau figure souvent en bonne place dans ces mises en scène. Le parcours de ce « barde berrichon » peut être mis en parallèle avec celui du breton Théodore Botrel (1868-1925) : les deux hommes, qui se sont rencontrés, figurent côte à côte sur une carte postale.

## Publications
- Jean Rameau, Au pays du Berry, Poésies et chansons berriaudes, Imprimerie Saint-Georges, Bourges, 1910.
- Les Chansons de Jean Rameau
- Les Chansons du terroir
- Les Vieilles Chansons de France,    édité par la Maison Kochly, Bourges.
- Les Chansons Nouvelles & Chansons rustiques de Jean RAMEAU, Poète Chansonnier du Berry
- Mon vieux Berry   Poésies
- Les Veillées au Berry   Poésies
- Au pays du Berry  Poésies
- Le Berry. Ses beautés. Ses richesses.

### Cartes postales: Les chansons de Jean Rameau illustrées
Cartes plusieurs fois rééditées sous des présentations différentes.
- 1 et 46 – La CHARIBAUDE       C’atait tout d’suite après vendange
- 1 La Moisson          Deux fois par jour, soèr et matin
- 2 – LE VIEUX BERRICHON        L’ pour vieux ! Dans soun’ âme et conscience
- 3 – Ste Solange (Patronne du Berry)     Rest’ don’ au long d’ moé ma gente bête !
- 4. - Jeanneton      Accout’ moé ma mie Jeanneton
- 5 Les Moissonneurs      T’ taiel qu’ j’avons brâment gouté
- 6. - Les Berriaudes      Quoé qu’ieu linge il est pas d’ toil’ fine
- 6 Les Berriaudes      C’est i ça un’ têt’ raisonnable
- 6 – Le Foyer      C’est i ça un’ têt’ raisonnable
- 7 - Nos Gas Jean RAMEAU poète Sabotier à Bourges   Moé j’vous pari !
- 8 La Noce de Nout Gas   Cà y est, nout’ gas il é marié
- 9. - Les Premiers Pas   Suis t’on ch’min dré, dis mon p’tit gas
- 10. - Le Sabotier .   d’ ma vie j’ai rin su fair’ de mieux
- 11. - Nos Gentes Berrichonnes   cà c’est la part des malhureux
- 12 Bons Conseils    J’accoutons dir’ , qu’tu veux (gangner) la ville
- 12. - Les Coiffes Blanches   J’ sent bin qu’ m’on coeur il est pas las
- 13. Le Parrain  et bin les gas oui foué d’ maît Jean
- 15. Le Rouet   Pour avoir de boune chemise
- 16. La Tricoteuse   Pus çà va, pus a sont gentes et gracieuses
- 17. - Jeune Fille Berrichonne   V’là coumment qu’al avon l’nez fait
- 18 du Berry    J’men vas cheu l’ mait porter in yeuve
- 18. - Les Deux Siaux de bois   Alle avont pas toujou l’bon rôle
- 19. - La Bourrée au Berry   Y avait la musette anqu’ la vielle
- 20 et 50 . Le Baptême   On y voyait dans l’temps au Berry
- 21 - LA GENTE FRANCOISE   Allons Françoi’s toi t’as d’la chance
- 21 LA GENTE FRANCOISE   J’ m’en vas cheu nout’ maît’ de mainson
- 22 VIVE LE BERRY ! VIVE LA BRETAGNE !   Vivent les petites patries !
- 23 Le Branle   Rich’ coumm gueux, on l’eum ça qu’on l’eume
- 24 Berry – Le Gouter des Poules   Accout’ François t’as de gent’ poules
- 25 – SUR LA PLACE PUBLIQUE  :  Hardi, le Gas !    Allons, mes p’tits, pernons courage
- 26 – LES GAS D’CHEU NOUS   Anqu’nous boun’gen tout l’mond’ s’amuse
- 27. La Bourrée de Saint-Just   T’taleu que j’ont fini la moisson
- 27 BERRY – La Bourrée   Dans le temps qu’nos gentil cornemuseux
- 28 Les Vendangeux   C’tanné’ J’remplirons les poinrons
- 28 et 38 – LES GENS DE CAMPAGNE   Quoèqu’ les pus jeun,s de la maison
- 28 – Les Vendanges   Ma foé mes gent’s, n’en v’la des brâves
- 28 Les vendangeux    C’tanné’ J’remplirons les poinrons
- 29 – LE PUITS   Cheux nous quand qu’y à queuq’ chouse à faire
- 30 – LA SOUPE AU BERRY   Qu’ ça seille l’ mond’ voû bin les bètes
- 31 – LA LESSIVE   Accoutez moè bin mes gent’s filles
- 32. - La basse-cour   Petits, petits, petits,petits
- 33. Sur les Poinçons  Si c’est quatre heur’s, cassons la croûte
- 34 – LA FOURNEE DE PAIN    Enforn’ brament ton pain ma gente
- 35 – LES PAYSANS   L’ monde i Nous app’lons des yapies
- 36 - "C’est Nout’ restant"   Mon p’pa il a dit qu’ fallai m’ ni
- 37 – La Fête au Village   Voit la cath’rin’, coumme à s’ démène
- 39 - La Charibaude   Fallait voir là nos gents’s fumelles
- 40 – FERME DU BERRY    Faura qu’ j’en attachions queuqu’s paires
- 41 - La bergère du Village    C’est moé la bargère du village
- 42 – LA BERRICHONNE    C’est i çà un’ têt raisounnabe
- 43 – Les Bons Moumments   C’est là qu’ les p’tit’s gent’s Rosalies
- 44. - Les Fileuses    Ma foué v’la trois p’tits gent’s fumelles
- 44 Les fileuses Va t’en   va t’en ma gent’ cheuz ta grand-mère
- 45 L’BON MONDE   Vint-en voir là ma gente, et pis accoute !
- 47  La Famille   Tu grandiras ma gent’ figure
- 48. - Les Vieux   Tu voit’ y ma gent’ ta pouv vieille
- 49 . La Grande Mère    Faut bin les eumer ceux pouv’ vieux
- 50 – LES MARAICHERS AU BERRY   Dégageons-nous d’fair’ nout’ boutique
- 51 Les Forétaines   Dis ma gent’ que tu grandiras
- 52 – UN GAS DU BERRY   Quéqu’ bin souvent la misère a nous sinsse
- 53 – LA CASSAILLE    Allons, boyer, allons, boiron, chantez tout deux
- 54  et  64  – DERNIER JOUR DE MOISSONS   J’attell’rons les grous blancs a la chârtre à ridelles
- 54. Les Maîtres Sonneurs du Berry    J’fasons l’honneur de nout’ Berry
- 55. - Dans l’attente    Allons les gent’s, les délurées
- 55. - Jean RAMEAU  en Auvergne    J’étins dix, que je courrins la France
- 56. - La Poêlée   Allons gas, mettez vous en danse
- 56 LA SAINT VINCENT AU BERRY -  La Chanson des vignerons   Allons mon Toine, allons attel’ tes bœu’s,
- 57  Bon Conseil    faut grandi vit’ dis mon p’tit gas
- 58. - La Rencontre   Lavou don, qu’tu vas mon Charlot
- 59 – LES MOUTONS DU BERRY   J’cré bin que l’ p’tit gas d’ nout Monsieu
- 59 – UNE SOIRTEE A LA POÊLEE   Allons gas, mettez-vous en danse
- 60. - Les Armes du Berry   Pisque j’ sons entrain d’tout changer
- 63 – LA MERE AUX FILLES   Nous v’là là cheuz la mère aux filles
- 65  AUX CHAMPS    Coumme y à pas d’dimanch’, pour les bêtes
- 66. - C’est Dimanche   Les Dimanch’s en effet
- 67 La Gerbaude
- 68. - La Vache   branl’ pas ma gente !
- 69 – LA DERNIERE CHARTEE   C’est la dernièr’ chartée d’moisson
- 70. - Les Dindons   Quand il voit la marmite d’son
- 71 – LES CONFITURES   Dans l’Nouvelliss’ de St-Amand
- 72 Bounne Année Bounne Santé    C’est l’ permier d’l’An, et partout, dans l’ Berry
- 73 Bounne Année Bounne Santé    Bonjou ma gente bonjou ma bin eumée !
- 74 Bounne Année Bounne Santé    En Fait d’ bounne année, d’bounne santé
- 75. - Le Grand Père    Qui qu’c’est qu’ tu m’apport’ ma gent’ fille
- 76 BOUNNE ANNEE BOUNNE SANTE   Moè arriè, ma p’tit’ gent’ mignounne
- 77 – Les Bouteilles   Netteyez bräment, jusqu’au fond
- 78 – LES ACCORDAILLES    J’demandons la Soulang’ tel qu’alle est, sans argent
- 79. - AU LIT    Soixante-dix-huit ans et pis toujours vert
- 80 – La Blessure    Ah ! Mon pour’ fi, c’est vrai qu’t’as pas qué d’ chance
- 80 – LA VAISSELLE    Alle a pas besoin d’êt’ brulante
- 81. - L’Héritage    faut qu’ j’arpassins nout héritage
- 81 – L’ Êcheveau de fil    Allons ma gent’, t’es bin en
- 82. - Les Vieillards   Quoéqu’on est vieux, si on s’entend
- 83. Le Contrat   j’ mettons chacun dix arpents d’terre
- 84 – LES FILLES DU BERRY   Quand on parl’ des Fill’s du Berry
- 85 – La Repasseuse    Soir et matin, et queuqu’foé nuit et jour
- 87. - La Nourrice   Mes pouv’s mond’ j’ai t’y bin point de chance
- 88 Souvenir du BERRY    Les fill’s de cheux nous sont si gentes
- 88 Souvenir du Berry    A sont si gentes nos p’tites fumelles
- 89. Au Coin du Feu     J’vous baill’rai toujou la goulée
- 90 La Mansarde    dans leu mansard’ nos gent’s berriaudes
- 91. - Le Gui Sacré     Nous aut’s les brav’s gens du Berry
- 92 – LA CAUSETTE   C’t’il qu’arra la Cath’rin’ pourra dir’ qu’il enmène
- 93 – LA SOURCE DU BONHEUR   Chacun y vint boère à son tour
- 94 – ROZON LA BERGERE     Roson, la bargèr’ du village
- 95 – LES VIGNERONS   Agusez moé ça bin bramment ?
- 97. - La Bourrée de Fonfrin   Hardi les gas ! faurra biger nos gent’s fumelles
- 97. Le Tonnelier    Toujour vaillant et plein d’courage
- 98. - Les Deux Soeurs    J’vendons des joli’s Chansons d’France
- 99 BOUNNE ANNEE BOUNNE SANTE   Bonjou tout l’mond’, la Compagnie
- 100 - Chantons l’ Berry !   De Janvier à Décembre
- 101 – UN MALIN   A huit ans, au vourrais pas l’craire
- 102. le p’tit Jean   L’P’tit Jean, dans son jeun’ temps
- 103 COURRIER DU COEUR BOUNNE FÊTE   j’pensons trois s’maine’ à l’avance
- 104. Le Départ pour la Charibaude   L’aumour bin ça d’aller les soirs
- 104 LE MESSAGER DU BOUNHEUR   Pour counnaite l’jour de ta fête
- 104 LE MESSAGER DU BOUNHEUR    Aussi quand qu’ c’est qu’l’heure a sonné
- 105 GROUS BIG’MENT BOUNNE FÊTE   Pardié, sa t’étounne, hein : que j’rit
- 106 BOUNHEUR ET AMITIANCE   Fleur de moun’ âm’ portez la Chance
- 107 Sainte- Soulang’ patronn’ du Berry   Sainte- Soulang’ patronn’ du Berry
- 109 Dérange Tout :   A ya don’ l’ François ! D’ la Cath’rine
- 110. - Les Marchandes de Fleurs   Sitôt qu’ all’ sont trois quatre ensemble
- 111 BERRY ET SOLOGNE   Lui consacrant notre coeur, notre esprit
- 112. - Les Deux Fiancées.   Filant nos qn’nouill’s fasant nos bas
- 113 Le Dessert    La laiss’ras tu !
- 114. - Tarte aux Prunes    Les pus gent’s fill’s de nout’ commune
- 115. - Le Petit Goûter    Si j’en goutins de c’vieux Sancerre ?
- 116. - Les Deux amies     Viv’ la France ! Vive l’Berry !
- 117 - Les Adieux du Marin    Vat-en mon gars sarvir la France !
- 118. - Le Chasseur    ma foé mes pouv’s gen’s, j’ai ren pris
- 119. Paysanne du Berry    L’Père étarnel vous a dounné
- 120. - Le Conscrit   Eh ben ! Mon pour’ fi, t’en as guère !
- 121 - Conseil d’Amis, Renseignement    Tu m’crairas, voû tu m’crairas pas
- 122. - La Stée    Mes cher’s p’tit’s gent s accoutez bin !…
- 123 La Bûche de Noël    J’avons consarvé  les bounn’s vieill’s cotumes
- 124. Le Retour du Soldat    Bah ! Bah ! Qu’ veux tu ? T’as qu’a pu’y penser
- 125 - Une Gente Berriaude   Dans l’Berry .  Mes amis
- 126  Les Poummes de terre   Su terr’ chacun mange s’ qui peut
- 129 – EN AVANT DEUX !    Nos avant deux, tout deux l’ P’tit Jean
- 130.  Les Berrichons    Nous aut’s, les Berrichons
- 131 Bounne Année Bounne santé      C’est ojord’hui l’jour des étrennes
- 132 L’angélus du soir    Aux bois, aux champs, n’import’ lavou
- 133. - Les Dragées    C’est coumm’ça dans tout’s les maisons
- 134. - L’Armigeux     A persent qu’il est armigé
- 135 – La Tirée     Hein ! Cath’rin’, si j’peuvins passer
- 136, La Marîchon     C’atait un foè un p’tit fumelle
- 137 – Sur la Chaume    C’eux vach’s là, quand qu’ c’est qu’on ieu parle
- 138 – Les Truches     Allons ! Terriez moé çà brâment
- 139. - La Couèe   Dégagez-vous mes p’tits coco
- 140 – Bounne Entendoère   Tu m’dis des chous’s, toè, gent’ Françoise
- 141. - Le P’tit Valet     Accout’z faurra êt’ raisounnabe
- 142  La Binaille    Qu’eu’bounheur, quand la bounn’ saison
- 143. - Le Sarclage   Nos berriaudes, à tous les ovrages
- 144. - La Leçon de Tricot    Fat’ bin entention, mes gent’s filles
- 145. - Après la Jornée    En arvenant des Champs
- 146. Aux Accoutes !   Quand vint l’dimanche, oh ! C’est sacré
- 147 – Les Bons Proverbes    En les s’mant dans la bounn’ saison
- 149. - L’ P’tit vin d’Sancerre !    A la santé des gas d’sancerr’
- 150. - Les Oeufs      C’est des oeu’s qu’sont tout frais pondu
- 151  Le Vielleux      quand qu’cest qu’alle entendons la vielle
- 152. - Tentation .    Ah ! Bin, all’ dansons les fumelles
- 153 – L’Aubarge    J’ons des lumas dans leu caqu’ril’es
- 154. - L’Ancan    j’vendons rinqu’ des chous’s démodées
- 155 – La Galette      j’la fasons anqu’ des poumm’s de terre
- 156. - Les Cartes   Tu veux t’y, j’te jou’ la Cathrine ?
- 157. - Le Petit Bonnet de chez nous !    Oh ! J’peuvons ben nous mettre à g’noux !
- 158 - La Gente Françoise, Faseuse de Dentelle   Anqu’ieux doégts d’fé ! Nos gent’s fumelles
- 159. - Le Petit Berrichon    Faut l’entendre l’P’tit Berrichon
- 160. - Jean d’la vielle      hardi les gas ! Allez qu’ri des fumelles
- 161. - La Jeunesse    Qui qu’c’est qu’ou v’lez, c’est l’existence
- 162. - Les Amoureux   Ah ! La Jeuness’,  les amoureux
- 163  Vire-Midi     Tous les dimanch’s que l’Bon dieu nous amène
- 164. La Routie    Du temps qu’ les jot’s chantons
- 165. En Route    Au Pays de berry
- 166. - Le Berrichon de Paris   Ben ! T’en fais du train, mon p’tit gas
- 167. - L’Echarde    Ah ! Oui, mes gent’s, faut soigner vos gangn’-pain
- 168. Les Perrieux d’Noces    Ah ! Bon, bon, bon
- 169   La Vieille Chanson berriaude   Ah ! Qu’ c’est biau ça qu’tu jou’, mon Pierre
- 170  La P’tit’ Soulange    La p’tit’ Soulang’ de Montgivray !
- 171. - Le Vieux Berry     Ah, Dam’ !  De la Châtre a Ardentes
- 172 Théodore BOTREL  Jean RAMEAU     Notre petit coin est si doux
- 173  Jean Rameau chantant le Berri dans les Hôpitaux     173  Jean Rameau chantant le Berri dans les Hôpitaux
- 173 Vieux Berrichou    C’est vrai que j’courons plus la pertantaine
- 174. Bougeons Pus !     Au pays du Berry
- 174 Jean Rameau chantant dans les Hôpitaux     Siyez-vous pour êt’ à vout’ aise
- 175. - Les Gas du Berry   Les Baptisse et les Jean Baffier
- 176. - Concours de Coiffes   Ca fait ren, quoèqu’ les temps sont durs
- 177. - Les Amitiances     Tous les soirs au long du vieux puits
- 178 - Le Bouquet    Un p’tit bourricot su l’devant
- 179. Concours de Bourrées    Oh ! Par bounheur,viv’ la vieill’ France !
- 181 Bounne Année Bounne Santé   C’est la Jornée
- 182. BOUNNE ANNEE BOUNNE SANTE    V’la un mouchoè d’eau flaquant neu
- 183. BOUNNE ANNEE BOUNNE SANTE    Salut ! Vous aut’s, bonjou tertous
- 184. BOUNNE ANNEE BOUNNE SANTE    Y a p’t êt que ça qu’ paye point d’patente
- 185. BOUNNE ANNEE BOUNNE SANTE    Les Vieux, les jeun’s, les p’tits, les grands
- 186. Entrée des Gas du Berry !   En entrant dans la ville
- 187  Accordons nous ?   Accordons nous brament ? V’la l’moument
- 188.- Jean RAMEAU     Qu’eu grand bounheur pour l’existence
- 189. Les Deux Jean (Baffier et Rameau)    Quoèqu’ l’un à Bourg’s, l’aut’ à Paris
- 190. Les Amitiances des Berrichons    Les gas d’cheux nous qu’bûchons dans l’bois
- 192. - L’Gas bin Bâti    All’ vourrins tout’s. Ceux ch tits droyières
- 192. L’Gas d’Baptisse     C’tannimaux d’Baptisse l’vielleux
- 194. Le Départ pour la Charibaude    J’eumour bin çà d’aller les soirs
- 195. L’Harbe aux Lapins    J’ nous en allons tous les matins
- 196. Le Rémouleur    Ou v’lez t’y j’vous contente ?
- 197. Un Faseur d’ Cornemuses du Berry    Pour que iass’ des cornemuseux
- 198. Les Maîtres Souneurs de Bourges en Berry    Hardi ! les gas, chantons toujou
- 200. Jean RAMEAU Poète Chansonnier    Accoutez, vrai, c’est pas des mantes
- 202. "Charmante Rosalie"      Rosalie les larmes aux yeux
- 203 Les Vendanges de la Victoire    Cheu nous, pour ceuillir el vin d’ la victoire
- 203. La Bergère et son Amant     Là-bas dedans la plaine
- 204. En revenant des Noces   En revenant des Noces j’étais bien fatiguée
- 205. La Claudinette (médaillon, paroles)   J’ai parcouru la France sans jamais rien gagner (bis)
- 206. - Les Pêcheurs   Allons ! T’ nez don’ pêcheux d’ misère
- 206. Le Temps des Amours    Quand j’étais jeune fille,
- 207  Procès de Chasse   Non, ma p’tit’ dam’ c’est pas un’ farce
- 208. Hardi ! Les Gas !   Dans le Buisson, le Rossignol y chante
- 209.  j’ai l’ coeur content !   J’ai l’coeur content sur la terre
- 210. La Yeyette   de grand matin le beau Pierre y se lève, Oh ! (bis)
- 211 Jean RAMEAU Maître Sonneur   Bin oui, v’la coumment qu’jai l’nez fait
- 211. - Avant le départ.    Et tout les jours, quand qu’c’est qu’j’ avons gouté
- 212. Le Berry dans l’Auvergne   J’ai parcouri l’Auvargne
- 213  Dernière Entrevue   Qu’oè ! tu m’riboul des yeux d’Chavants
- 214 – L’Entendement   Cà y è ma gente.  C’est décidé
- 214. Une gente de cheu nous !   Les Faucheux, m’ont dis chant’rins
- 215 – Les Paysans   C’est  y curieux des ch’tits paisans
- 216. - La Leçon .   Accout’ ma gent’ apprend z‘ en pas pus qu’faut
- 217 BOUNNE ANNEE – BOUNNE SANTE      Hein ! ,,, Mam’seii’ Thérèze
- 218  Année - Bounne Santé      Allons ! Bonjou, bigeons nous don
- 219 . Bounne Année Bounne Santé    J’v’lons pas viv’ su terr’ coumm’ des bêtes
- 220. Bounne Année Bounne Santé    L’ jour de la bounne année
- 221. Les Chanteuses de Dardelantes   Ah ! Si t’ entendais ceux p’tit’s gentes
- 222. La Mauvaise Année     Ah ! Misér’, pus d’ vin dans la cave !
- 223. Les Danseux de Bourrée    Des gent’s fumeil’s, et pis des gas
- 224. - La Source.     C’est là, qu’ tout d’suite après gouter
- 224. L’ Maît Laboureux   Faurrai qu’chacun s’habill’ pour ça r  qui fait
- 225. Les Maîtres Sonneurs de Bourges en Berry    Ah ! Oui la Bande all’ groussi tous les jours
- 226  Tout Chante !   Quand on a l’nez sus les tisons
- 226. - Les Batteurs à la Grange     Cli, clas, cli, clas. C’est ça l’ refrain
- 227. Le Bouquet de la France    Avec nos gent’s berriaudes
- 228. L’ Abandon des Campagnes    Coumment qu’on v’lez qu’sa pens’ des vaches !
- 229. La Consolation     Quiqu’tas dans l’âme, hein, dis ma gente ?
- 230. La Leçon de vielle   T’as bounn’ têt’, pis tes gent’ fumelle
- 231. Valsons ! Mes gentes !    Ah !  Sous les biaud’s, tous les coeurs y battons
- 232 - Les Chous’s que s’en vont.    Ah !  Dans nout’ temps, çatait suparbe
- 235. Le Domaine    dès l’matin, au domaine
- 236. Accout’, ma Gente ?     C’est bon d’seu mer Hein ! Dis, ma gente ?
- 239. Le Casse croûte des Maîtres Sounneux    In coup brâment en rang
- 240  Aux jeunes     On vit hureux, anq’ l’âm’ tranquille  '
- 241. La Quenouille    Pour pas que l’fil s’embrouille
- 242. Le Paysan Berrichon   T’taleu que j’marions la fumelle
- 243  La Courte-Paille   Allons ! Allons, mes gentes
- 246. - L’Abri .     C’est là coumme à Paris
- 247. En r’venant des Noces    Quand vint des noces, bin des fêtes
- 247. En r’venant des Noces    Les v’là qu’sam nous, bras d’sus, bras d’ssous
- 248  Le Gué    Veux-tu que j’ te passe à mon cou ?
- 249  Ca Mord   Que l’ guiab’ te papett’ toé Soulange
- 250  Le Bricolin   Attend’ attend, toé l’ bricolin
- 251. - Maîtres et Compagnons   On les arconnaissez les maîtres
- 252  V’là l’Hiver     L’hiver s’amèn’,  faut scier du bois
- 260 Jean RAMEAU chantant le Berri dans les Hôpitaux   Qu’ils eumons ça, la vielle et la musette
- 261 Jean RAMEAU chantant le Berri dans les Hôpitaux    C’est nous l’Berri, et c’est l’coeur de la France !
- 262 Jean RAMEAU chantant le Berri dans les Hôpitaux     Le V’la l’ Berri en coiffe du dimanche '
- 264 Pour la Patrie     Accoute Marie Pour la Patrie
- 265  La Feuille de Route   V’la ta feuille de route
- 266  Le Retour du Fiancé   On a bin biau d’eumer la France
- 267  La Mobilisation   C’est bin là l’ grous Jean d’la Chastrelle
- 268  Allons ! Au Revoir !   En arrivant veill’ bin à Toé
- 269  Dernier coup d’oeil   Y sont d’jà loin nos pour’ poilus
- 270  En Réunions   Ah !  J’ l’artrouvons nout’ cher Berri
- 271  Devant l’Objectif    Voyez-vous quand on est soldat
- 272  Les Permissions   Y avait qu’un’ chous’ que m’ terboulez
- 275  A la France    En dépi’ l’ coummenc’ment d’la guerre
- 276  Une Heure de Bounheur !   du chagrin ça dounn’ point d’ courage
- 277  Les Deux Promises   Attendez qu’la guerr’ seill’ fini
- 278 Le Rêve du Poilu   Enfin ! Me v’la don’ arvenu
- 279  Les Poilus   Les v’là tous là nos chers poilus
- 280  Faut pas s’en faire !   Faut pas s’en faire j’ les arrons
- 281  La Fontaine   baillez nous d’ l iau, gent’s berrichounnes
- 282  La Gaité de nos Poilus   Quand qu’la gaité alle est dans l’âme
- 283  En Visite   Vous v’la don’ r’venu mes pour gas ?
- 290  Jean RAMEAU  Aux Enfants du Berri !   O mon Berri, coeur de la France !
- 295  Pensée Berriaude  Tin, v’la ton p’pa qu’arvint d’la foère
- 296  Une Vérité !    Oh ! Oui, vois-tu, ma p’tit’ gent’ fille
- 297. - La P’tite Farmière.   Alle est y gent’ nout p’tit’ farmière
- 298. - Nos Berriaudes à La terre    Avec in courage une ardeur
- 299 Une Bounne Aubaine
- 299. - Le Baptême du p’tit Jean   J’emporte un poule et un’ lapine
- 300  La Laitière    Ah !  Tu sais ma p’tit gent’ laitière
- 301. - jean RAMEAU. Barde du Berry   Faut-il que j’viv’ tout l’ temps
- 301. - Les Paysans   Anqu’ nout’ gouter, tous les dimanch’s matin
- 302  Jean RAMEAU Barde du Berri   Enfin ! Anqu’ mes soixant’ sept ans
- 303 Le Coup de L’Etriller   Dam, pour un, vieill’ carcasse
- 304  Vielleux et cornemuseux Berrichon - ? et J Rameau -   Anqu’ nous, boun’ gens tout l’ mond’ s’amuse
- 304 Vielleux et cornemuseux Berrichons - J Baffier et J Rameau -    Ma Fouè v’là deux gas du Berri *
- 304.  Dernier jour de Vendange    Comme au dernier jour des moissons
- 305 – La Poëlée    Allons les gas, mettez-vous en danse
- 305. - Le Dimanche au Village   Au long des cormuseux
- 306. - La Leçon de Cornemuse   Pernez goût a jouer d’ la musette
- 306. - Les Gourgandines   Mais c’est bon qu’a fair’ des manières
- 307  La Bourrée au Berri    allons ! Les gent s, les délurées
- 307. - Le Chasseur   Tu l’as ton fusil à tu’rin
- 308  Le Poète Sabotier   le v’la l’coin l’avou qu’all’ sont née
- 308  Le SABOTIER    d’ ma vie j’ai rin su fair’ de mieux
- 308. - La Gerbaude    Avec ses biaux habits, Chacun fait sa toilette
- 309. La Galette    Boèt d’abord in coup, ma Fanchette
- 310. - Tête à Tête    Non, mé Gilbert l’argent fait pas l’bounheur
- 316. - La Cave     Ouver’ nous la cav’ ma Cath’rine
- 317. - La Commission    pisqu on s’en aller au marché
- 318. - La Bassinoère    Les ceuss s qu’avons des bassinoères
- 319. - La Buie   L’l’ing’ de la buie il et y près
- 320. - La Causette   Si tu v’lais, j’irins au village
- 322  La Paille    Allons ! Jeanni, bin allong’ toé
- 323. - Au Domaine   Pendant qu’j’allons tirer nos vaches
- 324. - Le Départ pour le marché    J’avons t’y bin deux ieux d’chemin
- 325 Le Fumier
- 326. - La Cloche    La Cloch all’ sounn’, t’nez vous tous prêt
- 327  Les Fleurs de Cheu Nous   C’est vous les fleurs de nout’ berri
- 390. - Sur la Mer    Pendant deux mois, cheu les bertons
- 393.  Le Foulage mécanique du raisin   Et nos grands pèr’s il arvenin
- 401. -  Dans les Bois   Chantez ! Jolis petits oisiaux
- 404. - Le Vieux Sonneur de Cornemuse     Oui j’sounne encor quand qu’cest que le faut
- 455. - La Dame au Rouet   Mon rouet tourn’ tous les jours
- 457. - Paysans Berrichons     En nous trois j’ fasons des gent’s fêtes
- 458. - La Leçon de Vielle    Faut pas t’opeurer, mon p’tit Jean

- BERRY -  Atelier de Jean Rameau   C’est là qu’ jeume à rêver
- BERRY - Les Paysans      J’ons consarvé les bounn’s cotumes
- BERRY Jean Rameau Poète Berrichon    L’ Berry, la meilleure terre de France
- DRAPEAU ET CANTINIERE (chanson de route)     L’ drapiau et pis la cantinière